# بير هولم
بير هولم (بالسويدية: Per Holm)‏ (و. 1915 – 1999 م) هو مهندس معماري، وعالم اقتصاد، من السويد، توفي عن عمر يناهز 84 عاماً.

## مناصب وهيئات
أدار المعهد الملكي للتكنولوجيا.